# W. F. van der Wyck
Die W. F. van der Wyck war ursprünglich ein niederländisches Personenfährschiff, das ein bewegtes Schicksal hatte und noch heute genutzt wird. Das Schiff wurde im Zweiten Weltkrieg von der deutschen Kriegsmarine beschlagnahmt, diente dann zunächst als Truppenschiff und zuletzt als Navigationsschulschiff und war gegen Kriegsende an der Evakuierung deutscher Flüchtlinge aus Ostpreußen beteiligt. Es kam nach Kriegsende zurück in die Niederlande, fuhr wieder im Fährdienst, wurde dann Wohnschiff einer Seemannsschule und liegt seit 2008 als Gästehaus in Dordrecht.

## Bau und technische Daten
Das Schiff wurde im November 1921 auf der Werft der Gebr. Pot in Bolnes, heute Teil von Ridderkerk, mit der Baunummer 721 für die Fährreederei Stoomboot-Veerdienst Enkhuizen-Stavoren auf Kiel gelegt. Konstrukteur war der Schiffbauingenieur M.A. Cornelissen. Das Schiff hatte eine Länge über alles von 64,31 m (61,60 m zwischen den Loten), eine Breite von 9,93 m und 2,00 m Tiefgang und verdrängte 725 Tonnen. Es wurde am 7. Juni 1923 zu Wasser gelassen und erhielt den Namen W. F. van der Wyck, nach einem Mitglied des Aufsichtsrats der Hollandsche IJzeren Spoorweg Maatschappij (HSM) in Amsterdam. Die HSM war Eigner der Eisenbahnlinien Enkhuizen-Amsterdam und Stavoren-Leeuwarden und seit 1896 auch der Fährlinie Enkhuizen-Stavoren.
Zwei von Werkspoor gebaute Kromhout-Zweitakt-Glühkopfmotoren vom Typ 6M6 wurden danach auf der Werft von Burgerhout in Rotterdam eingebaut; sie erbrachten eine Maschinenleistung von jeweils 500 PS bei 200/min. Die ersten Probefahrten 1923 erwiesen, dass das Schiff die vertraglich vereinbarte Geschwindigkeit von 13 Knoten nicht erreichte und bei schneller Fahrt erheblich vibrierte. Es wurde dennoch in Dienst gestellt, erhielt aber noch im gleichen Jahr kleinere Propeller, um das Vibrieren abzustellen. Bei weiteren Testfahrten im Juli und August 1924 und im April 1925 wurden Höchstgeschwindigkeiten von 12,32 Knoten bzw. 12,848 Knoten erreicht.

## Geschichte

### Vorkriegszeit
Die W. F. van der Wyck war das erste Motorschiff der Reederei und war wesentlich geräumiger und komfortabler ausgestattet als die beiden 1915 in Dienst gestellten Fährschiffe der Linie, die R. van Hasselt und die C. Bosman. Der Betrieb des Fährdiensts zwischen Enkhuizen und Stavoren über das 1932 durch den Bau des 29 Kilometer langen Abschlussdeichs geschaffene IJsselmeer und damit auch der drei Schiffe wurde 1936 von der Koppe Rederij aus Amsterdam übernommen. Diese ließ 1937 die beiden Motoren ausbauen und durch zwei neue Werkspoor-Dieselmotoren vom Typ TMS 357 mit einer Maschinenleistung von jeweils 625 PS ersetzen; die Höchstgeschwindigkeit blieb jedoch mit 12,31 Knoten weiterhin unter der 1921 vereinbarten Marke.

### Zweiter Weltkrieg
Am 12. Mai 1940, dem dritten Tag des deutschen Überfalls auf die Niederlande, besetzten Wehrmachtstruppen Stavoren. Am folgenden Tag wurde die Reederei Koppe angewiesen, die in Enkhuizen liegenden Schiffe R. Van Hasselt und W. F. van der Wyck zm Schutz gegen Fliegerangriffe zu tarnen, und beide erhielten einen graugrünen Tarnanstrich. Aber schon am 14. Mai wurde die Versenkung der beiden Schiffe vor der Einfahrt zum Fährhafen von Enkhuizen befohlen.
Im September 1941 beschlagnahmten die deutschen Besatzungsbehörden das inzwischen wieder gehobene Schiff und befahlen seine Überführung nach Amsterdam. Dort wurde es mit dem Namen Willkommen in Dienst gestellt und dann als Personentransporter eingesetzt. 1943 wurde das Schiff nach Antwerpen überführt, um dort zum Truppentransportschiff umgebaut zu werden. 1944 wurde es zum Navigations-Schulschiff umgebaut, nach Vollendung der Arbeiten in Regulus umbenannt und der Navigationsschule I der Kriegsmarine in Gotenhafen zugewiesen. Dort war die Regulus in den letzten Kriegsmonaten intensiv an der Evakuierung von Flüchtlingen und Verwundeten aus Ost- und Westpreußen beteiligt, vornehmlich – aber nicht nur – im Pendelverkehr zwischen Pillau und Gotenhafen. So brachte sie am 12. Februar 1945 Flüchtlinge von Danzig nach Swinemünde, am 24. Februar mindestens 680 Flüchtlinge von Pillau nach Gotenhafen, am 6. März mindestens 900 Menschen von Rügenwalde nach Swinemünde und am 13. April mindestens 1300 Flüchtlinge von Hela nach Kopenhagen. Das Kriegsende erlebte sie vor Anker in der Strander Bucht mit aus Swinemünde evakuieren Soldaten und Flüchtlingen an Bord.

### Nachkriegszeit
Im August 1945 wurde das schwer ramponierte Schiff in Wangerooge gefunden. Es wurde an seine Vorkriegsbesitzer, Nederlandsche Spoorwegen, zurückgegeben und über IJmuiden nach Amsterdam geschleppt, wo es am 7. September ankam. Nachdem es dann von den niederländischen Marinebehörden zur Reparatur freigegeben worden war, wurde es bei der Nederlandsche Scheepsbouwmaatschappij in Amsterdam repariert. Auch die R. van Hasselt und die C. Bosman waren wieder hergestellt worden, und alle drei Schiffe fuhren wieder im Fährdienst zwischen Enkhuizen und Stavoren, der aufgrund des allgemeinen Spritmangels zunächst florierte. Wegen dann stark abnehmender Passagierzahlen wurde die W. F. van der Wyck von 1947 bis 1950 nicht mehr als Fähre, sondern als Ausflugsschiff für bis zu viermal tägliche Fahrten von Scheveningen in die Nordsee eingesetzt.
Dann versuchte die Reederei Koppe, das Schiff zu verkaufen. Mehrere Testfahrten im April 1951 zwischen Oudeschild auf Texel und Den Helder für die Fährgesellschaft Texels Eigen Stoomboot Onderneming führten jedoch nicht zum Verkauf, da ein Umbau zur Autofähre zu teuer gewesen wäre. Ab 1. Februar 1953, bei der Hollandsturmflut von 1953, wurde das Schiff vom niederländischen Roten Kreuz als Hospitalschiff in Dordrecht genutzt. Im Mai 1954 fuhr das Schiff zur Probe zwischen Harlingen und West-Terschelling für die Terschellinger Stoomboot Maatschappij, eine Tochtergesellschaft der Reederei Doeksen. Auch dieser Verkauf scheiterte und das Schiff wurde daraufhin außer Dienst gestellt und aufgelegt. Am 9. September 1955 wurde es schließlich an die Reederei Spido verkauft, die in Rotterdam Hafenrundfahrten veranstaltet. Es wurde bei Wilton-Fijenoord in Schiedam umgebaut und dann mit dem Namen Erasmus in Dienst gestellt. Die Erasmus, bis 1960 Flaggschiff der Reederei, fuhr in Rotterdam, bis sie im Oktober 1973 außer Dienst gestellt und aufgelegt wurde.
Am 16. Mai 1974 wurde das inzwischen betagte Schiff an das niederländische Ministerium für Kultur, Erholung und soziale Arbeiten (Ministerie van Cultuur, Recreatie en Maatschappelijk Werk) verkauft. Nach Umbau zum Wohnschiff und Ausbau der Maschinen wurde es am 11. Juni 1976 unter dem Namen Hollands Glorie in der Wantij, einem Nebenarm der Waal, im Norden von Dordrecht festgemacht; dort diente es als Internats-Wohnschiff für Jungen, die eine Ausbildung zum Binnenschiffer erhielten. 1980 wurde es einige Kilometer entfernt nach Zwijndrecht verlegt.
Im Jahre 2003 wurde das Schiff an eine Schiffsmaklerfirma verkauft, aber erst 2007 fand sich ein neuer Käufer, das Ehepaar Carel und Mechteld van Driel. Sie ließen das Schiff bei der Werft Gebr. Kooiman in Zwijndrecht umbauen und modernisieren, um darin ein Wochenend-Gästehaus zu betreiben, wobei anfangs insbesondere an Familien mit Kindern mit PDD-NOS-Autismus gedacht war. Seit 2008 ist das Schiff, wieder Erasmus genannt und auf der Wantij im Norden von Dordrecht liegend, als B&B Gästehaus De Logeerboot in Betrieb.